# Henriqueta Adelaide de Saboia
Henriqueta Adelaide de Saboia (em italiano: Enrichetta Adelaide di Savoia; Turim, 6 de novembro de 1636 – Munique, 13 de junho de 1676) foi uma princesa da Casa de Saboia que casou com Fernando Maria, Eleitor da Baviera. Detinha grande influência política no seu país adotivo que utilizou para melhor o bem estar na Baviera.

## Biografia

### Nascimento
Nascida em 6 de novembro de 1636, no Castelo de Valentino, em Turim, Henriqueta Adelaide tinha uma irmã gémea, a princesa Catarina Beatriz, que morreu em Turim em 26 de agosto de 1637. Seu pai, Vítor Amadeu I, Duque de Saboia, morreu em 7 de outubro de 1637, quando ela tinha apenas um ano de idade. A sua mãe, Cristina da França, era filha do rei Henrique IV de França e Maria de Médici.

### Casamento

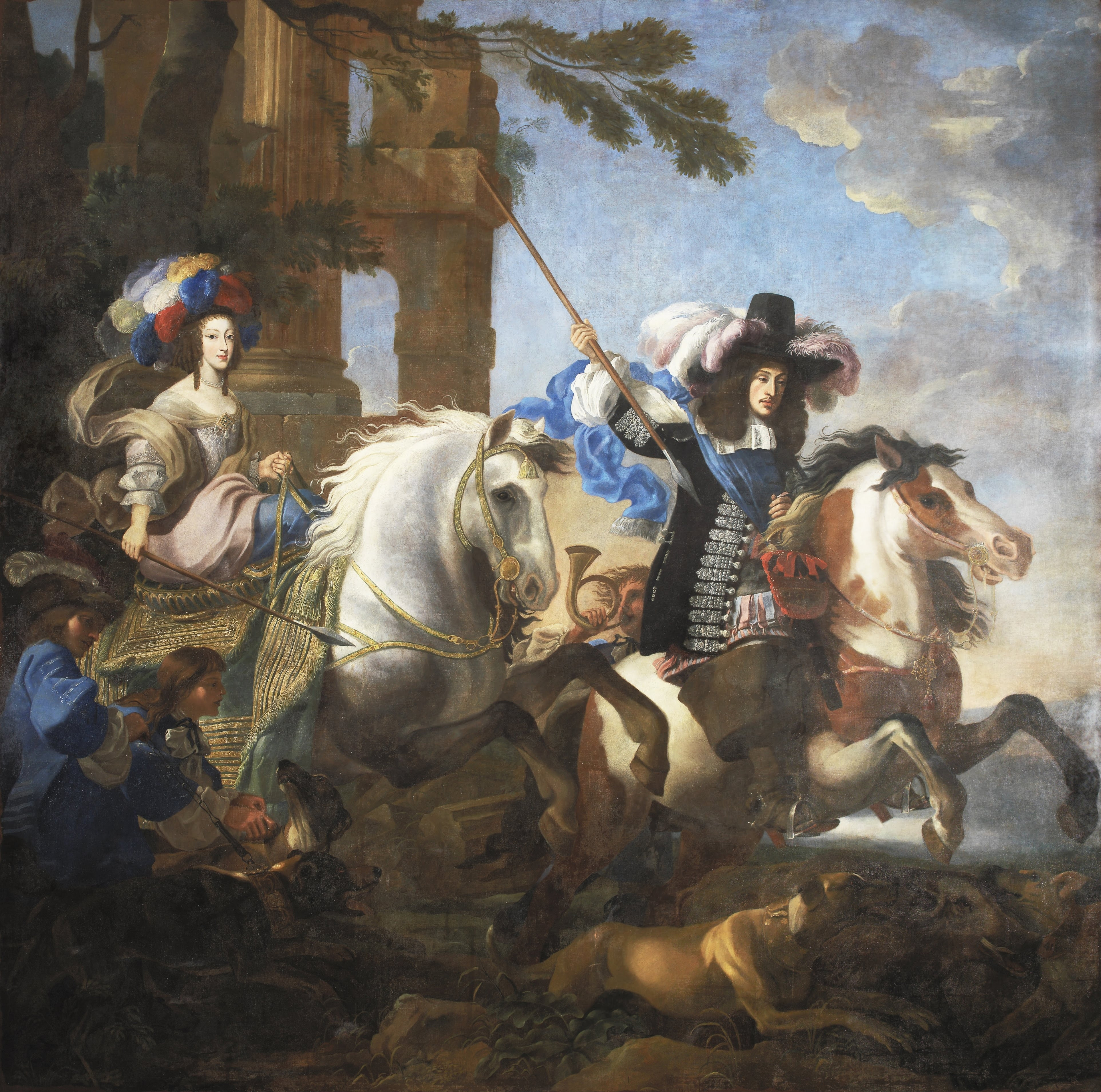
Henriqueta de Saboia e Fernando da Baviera durante uma caçada
Por Jan Miel, c. 1658–63. No Palácio de Venaria.

Em 8 de dezembro de 1650, aos 14 anos, Henriqueta Adelaide se casou solenemente por procuração com Fernando Maria, herdeiro do Eleitorado da Baviera, na Catedral de Turim. Seu irmão, Carlos Emanuel II, assumiu o lugar do noivo ausente.
O casamento foi, em última análise, o resultado de uma iniciativa do Cardeal Mazarin, ministro de Luís XIV de França, que propôs o projeto em uma mensagem aos enviados bávaros que estavam na corte espanhola em 1647. No entanto, a união bávara-savoiana, a princípio, não era pretendida pela França, tampouco pela Baviera. Durante muito tempo, a mãe de Henriqueta Adelaide, nascida uma princesa francesa, ambicionava casar a filha com o próprio Luís XIV. Por outro lado, a corte de Munique estava interessada numa noiva que fosse católica mas que, se possível, falasse alemão. Antes da assinatura do contrato matrimonial, em 14 de maio de 1650, a corte de Munique obteve informações extensas sobre a família ducal de Saboia e enviou o espião Ferdinando Egartner a Turim sob o codinome de Aloise Rizzi. Seus relatórios secretos, incluía, entre outras informações, a confirmação da beleza já lendária de Henriqueta Adelaide, o que levou o eleitor bávaro Maximiliano I a insistir que seu filho se casasse com ela, em vez de sua irmã Margarida.

### Princesa-eleitora

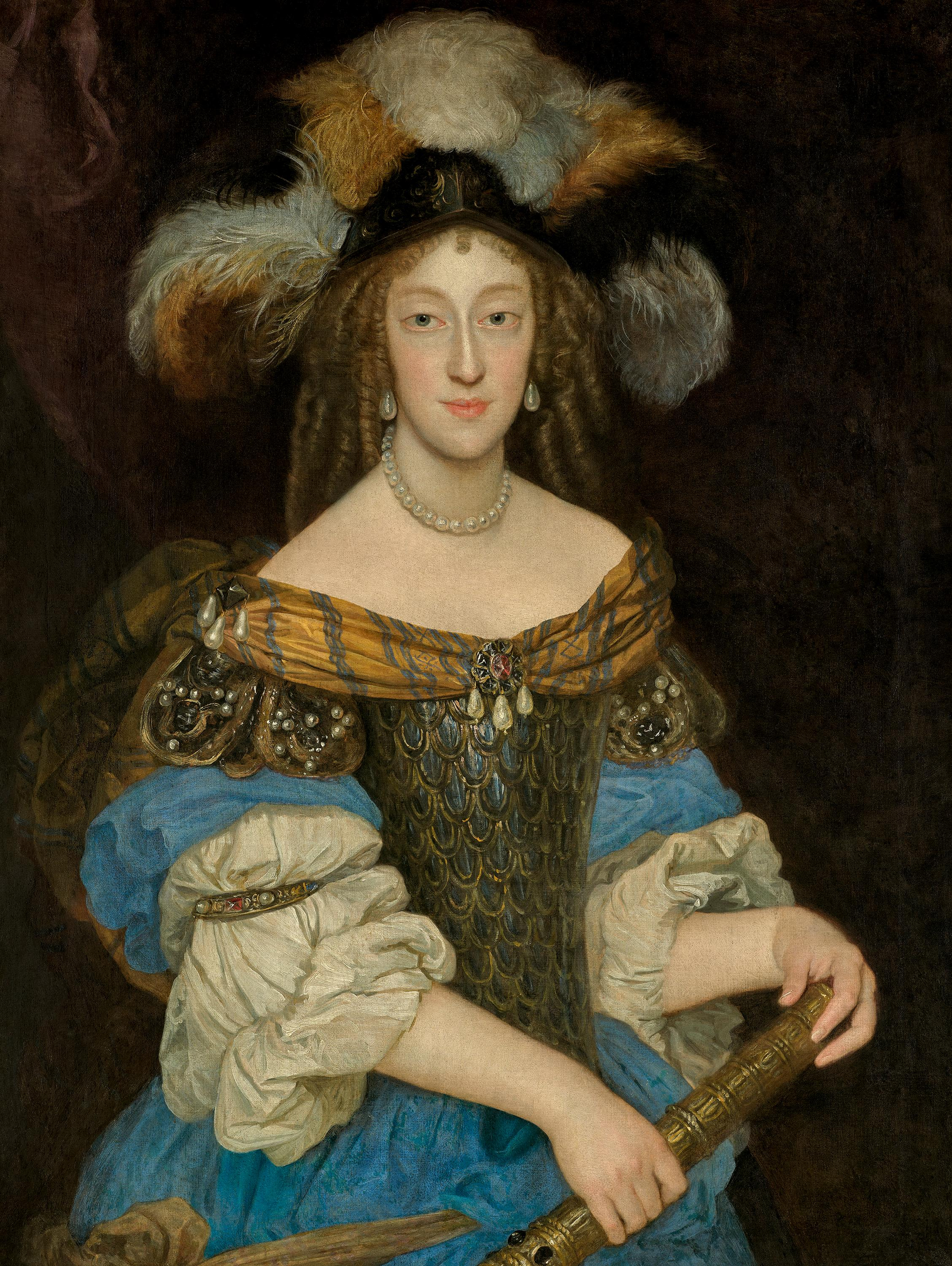
A princesa-eleitora da Baviera retratada como a deusa romana minerva
Por Jean Delamonce, c. 1674. Na Antiga Pinacoteca.

Após a morte de seu pai, Fernando Maria ascendeu ao trono como o novo eleitor da Baviera, apenas um ano após seu casamento, e Henriqueta Adelaide se tornou princesa-eleitora de um reino cujo solo ela ainda não havia pisado.
Em 16 de maio de 1652, ela partiu em uma comitiva com 336 cavalos e 350 vagões de bagagem em direção a Munique, onde chegou em 21 de junho. O casal havia se encontrado pela primeira vez dias antes, em 17 de junho, em Kufstein. Em um sinal de aprovação, Fernando deu-lhe uma carta da sua mãe. Em 25 de junho do mesmo ano, uma cerimónia presencial de casamento aconteceu em Munique.
Henriqueta Adelaide teve uma forte influência nas relações exteriors bávaras a favor da França, a cuja família real pertencia a sua mãe. Isto levou a uma aliança entre a França e a Baviera contra o Sacro Imperador. Um dos resultados desta aliança foi o casamento da filha mais velha de Henriqueta Adelaide, Maria Ana Vitória, com o seu primo Luís, Grande Delfim de França (le Grand Dauphin), em 1680.
Ela teve um papel dirigente na construção do Palácio Nymphenburg e da Igreja Theatiner, em Munique. Muitos artistas italianos foram convidados para Munique, e ela também foi responsável pela introdução da ópera italiana na corte bávara.
Henriqueta morreu em Munique e foi sepultada na igreja Theatiner, templo cuja construção fora ordenada pelo marido como agradecimento pelo nascimento do tão esperado herdeiro da coroa bávara, o príncipe Maximilano Emanuel, em 1662.
Após sua morte, a biblioteca de Henriqueta Adelaide foi transferida para a Biblioteca Estatal da Baviera, em Munique.

## Descendência
Do casamento com Fernando Maria, Eleitor da Baviera teve sete filhos, e sofreu três abortos:
- Maria Ana Vitória (1660–1690), casou-se com Luís, Grande Delfim de França, com descendência;
- Aborto espontâneo (1661)
- Maximiliano II Emanuel (1662–1726), casou-se em primeiras núpcias com Maria Antônia da Áustria, com descendência, e em segundas núpcias com Teresa Cunegunda Sobieska, também com descendência;
- Luísa Margarida Antônia (1663–1665), morreu na infância;
- Aborto espontâneo (1664)
- Luís Amadeu Vítor (1665–1665), morreu na infância;
- Filho natimorto (1666)
- Caetano Maria Francisco (1670–1670), morreu na infância;
- José Clemente (1671–1723), príncipe-eleitor e Arcebispo de Colónia, nunca se casou e nem teve descendência;
- Violante Beatriz (1673–1731), casou-se com Fernando de Médici, Grão-Príncipe da Toscana, sem descendência.
- Aborto espontâneo (1674)

## Títulos, tratamentos, honras e armas

### Títulos e tratamentos
- 6 de novembro de 1636 – 8 de dezembro de 1650: Sua Alteza, a princesa Henriqueta Adelaide de Saboia
- 8 de dezembro de 1650 – 27 de setembro de 1651: Sua Alteza Sereníssima, a Princesa-eleitoral da Baviera
- 27 de setembro de 1651 – 13 de junho de 1676:Sua Alteza Sereníssima, a Eleitora da Baviera